# (3422) Reid
(3422) Reid (1978 OJ) – planetoida z pasa głównego asteroid okrążająca Słońce w ciągu 4,42 lat w średniej odległości 2,69 j.a. Została odkryta w obserwatorium Perth 28 lipca 1978 roku.